# ويليس وايتني
ويليس رودني وايتني (بالإنجليزية: Willis R. Whitney) (22 أغسطس/أب 1868 – 9 يناير/كانون الثاني 1958)، كان كيميائي أمريكي ومؤسس مختبر جنرال إلكتريك للأبحاث.
توفي في سكنيكتادي (نيويورك) عام 1958.

## نشأته ودراسته
ولد وليس في جيمستاون (نيويورك)، وهو ابن جون ج. وآغنيس وايتني. عام 1890، حصل على بكالوريوس العلوم من معهد ماساتشوستس للتكنولوجيا، عمل بعد ذلك مساعد محاضر في الكيمياء حتى 1892. بعد ذلك، درس في جامعة لايبتزغ في ألمانيا، بإشراف فيلهلم أوستفالد، حيث حصل على درجة الدكتوراة عام 1896.
حتى عام 1908، طوّر مهنته في معهد ماساتشوستس للتكتولوجيا وتخصّص في كيمياء كهربائية وتطوير نظرية الكهروكيميائية تآكل.

## جنرال إلكتريك
منذ 1900، كان وايتني يعمل بدوامٍ جزئي كمستشار في مختبر أبحاث تأسس حديثاً في جنرال إلكتريك، ثم انتقل من معهد ماساتشوستس للتكنولوجيا في المختبر كوظيفة بدوام كامل. عام 1915، كان يعمل لديه حوالي 250 موظفاً، منهم إرفينغ لانغموير ووليام ديفيد كوليدج. عملوا على المصابيح المفرغة والمصابيح المملوءة بالغاز، والتلغراف اللاسلكي وتقنية الأشعة السينية

## عضويات ومناصب
- المعهد الأمريكي لمهندسين الكهرباء
- رئيس الجمعية الكهروميكانيكية الأمريكية (1911–1912)
- الأكاديمية الوطنية للعلوم
- معهد المواد والمعادن والتعدين
- المجلس الوطني للبحوث في الولايات المتحدة
- اللجنة الاستشارية في المعهد الوطني للمعايير والتقنية
- المجلس الاستشاري البحري
- رئيس الجمعية الكيميائية الأمريكية (1909)
- مدير كلية طب ألباني
- مجلس محافظي كلية الاتحاد
- محرر مساعد في مجلة الكيمياء الصناعية والهندسية

## جوائز وألقاب
- دكتوراة فخرية في الكيمياء من جامعة بيتسبرغ (1919)
- دكتور في العلوم من كلية الاتحاد عام (1919)
- ميدالية ويلارد غيبس (1916)
- ميدالية بيركن (1921)
- الميدالية الذهبية من المعهد الوطني للعلوم الاجتماعية (1928)
- وسام فرانكلين من معهد فرانكلين (1931)
- وسام إديسون "لمساهماته في العلوم الكهربائية، واختراعاته الرائدة وقيادته الملهمة في الأبحاث عام (1934)
- وسام الرعاية العامة من الأكاديمية الوطنية للعلوم، (1937)[3]
- أول من استلم وسام معهد البحوث الصناعية من معهد البحوث الصناعية (1946)

## وصلات خارجية
- ويليس وايتني على موقع الموسوعة البريطانية (الإنجليزية)
- Willis Rodney Whitney Award of NACE International
- http://www.harvardsquarelibrary.org/unitarians/whitney.html
- Biography
- "Whitney, Willis Rodney". الموسوعة الأمريكية. 1920. {{استشهاد بموسوعة}}: يحتوي الاستشهاد على وسيط غير معروف وفارغs: |HIDE_PARAMETER15=، |HIDE_PARAMETER4=، |HIDE_PARAMETER2=، |HIDE_PARAMETER21=، |HIDE_PARAMETER8=، |HIDE_PARAMETER17=، |HIDE_PARAMETER20=، |HIDE_PARAMETER5=، |HIDE_PARAMETER7=، |HIDE_PARAMETER16=، |HIDE_PARAMETER3=، |HIDE_PARAMETER22=، |HIDE_PARAMETER14=، |HIDE_PARAMETER13=، |HIDE_PARAMETER11=، |HIDE_PARAMETER10=، |HIDE_PARAMETER6=، |HIDE_PARAMETER9=، |HIDE_PARAMETER1=، |HIDE_PARAMETER23=، |HIDE_PARAMETER18=، |HIDE_PARAMETER19=، و|HIDE_PARAMETER12= (مساعدة)

قالب:IEEE Edison Medal Laureates 1926-1950
قالب:Presidents of the American Chemical Society